# Coupe Memorial 1931
Navigation
Édition précédente Édition suivante
La finale de l'édition 1931 de la Coupe Memorial se joue à l'Auditorium d'Ottawa et au Arena Garden de Toronto en Ontario. Le tournoi est disputé dans une série au meilleur de trois rencontres entre le vainqueur du Trophée George T. Richardson, remis à l'équipe championne de l'est du Canada et le vainqueur de la Coupe Abbott remis au champion de l'ouest du pays.

## Équipes participantes
- Les Primroses d'Ottawa de la Ligue de hockey d'Ottawa, en tant que vainqueurs du Trophée George T. Richardson.
- Les Millionaires d'Elmwood de la Ligue de hockey junior du Manitoba en tant que vainqueurs de la Coupe Abbott.

### Résultats
Les Millionaires d'Elmwood remportent la Coupe en trois rencontres.
|  | Primroses d'Ottawa | 2-0 | Millionaires d'Elmwood | Arena Garden (Toronto) |

|  | Millionaires d'Elmwood | 2-1 | Primroses d'Ottawa | Arena Garden (Toronto) |

|  | Millionaires d'Elmwood | 3-0 | Primroses d'Ottawa | Auditorium d'Ottawa (Ottawa) |

## Effectifs
Voici la liste des joueurs des Millionaires d'Elmwood, équipe championne du tournoi 1931 :
- Dirigeant : Earl Adam
- Entraîneur : Jack Hughes
- Joueurs : George Brown, Archie Creighton, Albert « Spunk » Duncanson, John Boyd Johnston, Kitson Massey, Bill MacKenzie (Capitaine), Gordie MacKenzie, Donald « Duke » McDonald, Art Rice-Jones, Cliff Workman, Norm Yellowlees.